# Saison cyclonique 2011 dans l'océan Atlantique nord
La saison cyclonique 2011 dans l'océan Atlantique nord (cyclones tropicaux dans l'océan Atlantique) désigne une série de formations cycloniques officiellement débutée le 1er juin 2011 et terminée le 30 novembre 2011, selon la définition de l'Organisation météorologique mondiale (OMM). Ces dates délimitent la période annuelle des formations de cyclones tropicaux dans le bassin Atlantique. La première tempête, Arlene, s'est développée le 29 juin dans le Golfe du Mexique et a frappé Veracruz, tuant 25 individus. Pour la première fois depuis 1851, aucune des huit tempêtes précédemment citées n'avait atteint la force d'un ouragan. Cette force a été déclenchée lors du passage de l'ouragan Irene, le premier ouragan majeur de la saison, formé durant la fin du 2 août ; peu après, à 2 semaines d'intervalle, ouragan Katia devient le second ouragan majeur de la saison. Malgré le grand nombre de tempêtes tropicales formées durant la première moitié de la saison 2011, seules six des 19 tempêtes citées sont devenues ouragans.

## Bilan
La première tempête, Arlene, se développe le 29 juin, 29 jours après le début officiel de la saison. Elle se forme au nord-est du Honduras et frappe l'État de Veracruz tuant 25 personnes. La tempête tropicale Bret se forme durant le milieu du mois de juillet, après le passage d'Arlene vers les Bahamas, et Cindy suit 3 jours plus tard. Le 30 juillet, tempête tropicale Don amène de légères pluies au Texas avant de se dissiper, plutôt que de fortes pluies saisonnières habituelles.
La tempête tropicale Emily tue cinq personnes avant de frapper Haïti et les Bahamas avant que les tempêtes Franklin et Gert, formées au milieu de l'Atlantique pendant quelques jours durant mi-août, ne menace de frapper les terres. La tempête tropicale Harvey tue trois personnes dans les États du Belize et de Veracruz et n'atteint pas le stade d'ouragan. Pendant qu’Harvey se dissipe, la dépression tropicale Neuf se forme. La dépression s'organise, se dirige vers les Caraïbes avant de se former en tempête tropicale Irene. Elle se renforce en ouragan, le premier de la saison, et frappe Porto Rico. Juste avant d'atteindre les Bahamas, Irene se renforce en ouragan majeur de catégorie 3. Pendant ce temps dans l'Atlantique, la dépression tropicale Dix se forme le 25 août après qu'une onde tropicale s'est formée sur la côte ouest-africaine. Irene s'affaiblit, le 27 août, en ouragan de catégorie 1 et frappe le Cape Lookout (Caroline du Nord), faisant d'Irene le premier ouragan à frapper les États-Unis depuis l'ouragan Ike en 2008 ; le même jour durant lequel Dix se dissipe.
Le 28 août, Irene frappe pour la deuxième et troisième fois les États-Unis, et la tempête tropicale Jose se forme proche des Bermudes. Le lendemain, Irene et Jose dissipés, la dépression tropicale Douze se forme au sud-ouest des îles du Cap-Vert. Elle devient tempête tropicale Katia le 30 août et s'intensifie en ouragan le 1er septembre. La dépression tropicale Treize se développe en tempête tropicale Lee dans le Golfe du Mexique le 2 septembre, et frappe la Louisiane le 4 septembre, amenant de très fortes pluies dans le Golfe et les côtes de l'Est américain ; Lee est le premier cyclone tropical à frappe la Louisiane depuis l'ouragan Gustav en 2008.
Durant la soirée du 6 septembre, la dépression tropicale Quatorze se forme à l'est de l'Atlantique et se renforce en tempête tropicale Maria plus tard dans la matinée du 7 septembre ; le même jour, la tempête tropicale Nate (plus tard ouragan) se forme dans la Baie de Campêche. Plus tard le 15 septembre, Maria s'intensifie en ouragan avant de se diriger vers les Bermudes. Il frappe plus tard Terre-Neuve. La tempête tropicale Ophelia se forme plus tard dans le sud-ouest des Petites Antilles et s'intensifie en ouragan majeur le 30 septembre. Il se dissipe deux jours plus tard.
La dépression tropicale Dix-sept émerge le 24 septembre au sud des îles du Cap-vert, se renforçant en tempête tropicale Philippe le même jour. Le 2 octobre, Ophelia devient la plus violente tempête de la saison avec des vents à 225 km/h, et une pression de 940 hPa. Cependant, Ophelia s'affaiblit significativement avant de frapper Terre-Neuve sous la forme de tempête tropicale le 3 octobre. Philippe se renforce finalement en ouragan et se dissipe le 9 octobre. L'activité cyclonique tropicale cesse durant deux semaines, jusqu'à ce que la dépression tropicale Dix-huit se forme dans la mer des caraïbes le 23 octobre et devient rapidement l'ouragan Rina.
La saison se termine par la tempête tropicale Sean au début novembre. Celle-ci est restée toute sa vie en mer mais son humidité s'est répandue vers l'est du Canada quand elle fut absorbée par un système continental extratropical. Elle donna également de fortes vagues aux Bermudes et sur la côte est de la Floride. À ce dernier endroit, un baigneur s'est noyé entrainé par le courant d'arrachement.

## Noms des tempêtes 2011
La liste des noms qui sera utilisée pour nommer les tempêtes qui se formeront dans le bassin cyclonique de l'océan Atlantique nord durant l'année 2011 sera la même que celle de la saison cyclonique 2005, à l'exception de Don, de Katia, de Rina, de Sean et de Whitney qui remplaceront les noms Dennis, Katrina, Rita, Stan et Wilma. Les noms qui ne sont pas retirés de cette liste seront à nouveau utilisés lors de la saison 2017. Les Noms Don, Katia, Rina et Sean ont été utilisés pour la première fois cette année.
| TT | Arlene |
| TT | Bret   |
| TT | Cindy  |
| TT | Don    |

| TT | Emily    |
| TT | Franklin |
| TT | Gert     |
| TT | Harvey   |

| 3  | Irene |
| DT | Dix   |
| TT | Jose  |
| 4  | Katia |

| TT | Lee     |
| 1  | Maria   |
| 1  | Nate    |
| 4  | Ophelia |

| 1    | Philippe |
| 3    | Rina     |
| TT   | Sean     |
| Inc. | Tammy    |

| Inc. | Vince   |
| Inc. | Whitney |

| TT | Arlene |
| TT | Bret   |
| TT | Cindy  |
| TT | Don    |

| TT | Emily    |
| TT | Franklin |
| TT | Gert     |
| TT | Harvey   |

| 3  | Irene |
| DT | Dix   |
| TT | Jose  |
| 4  | Katia |

| TT | Lee     |
| 1  | Maria   |
| 1  | Nate    |
| 4  | Ophelia |

| 1    | Philippe |
| 3    | Rina     |
| TT   | Sean     |
| Inc. | Tammy    |

| Inc. | Vince   |
| Inc. | Whitney |

## Cyclones tropicaux

### Tempête tropicale Arlene
Les origines de cette tempête tropicale proviennent d'une onde tropicale formée depuis la mer des Caraïbes durant le mois de juin. Elle frappe l'Amérique centrale avec de fortes pluies ayant causé des inondations et tué trois individus. En date du 27 juin, la tempête frappe la péninsule du Yucatán. Alors qu'elle continue à se renforcer, Arlene se déplace à l'ouest, au nord et par la suite, au nord-ouest. Bien que les services météorologiques aient maintenu le statut d'ouragan, la tempête atteint un pic d'intensité de 100 km/h. Arlene se déplace près de Cabo Rojo en tant que forte tempête tropicale locale à 9 h UTC, le 30 juin. Arlene rétrograde par la suite en dépression tropicale avant de se dissiper dans les montagnes de la Sierra Madre; cependant, des pluies locales et des vents violents ont continué à affecter quelques parties du Mexique.

### Tempête tropicale Bret
Au milieu du mois de juillet, un front froid s'étend à l'ouest du Nord Atlantique et devient stationnaire à l'approche de la Floride. Le 16 juillet, une dépression se développe dans le nord des Bahamas.

### Tempête tropicale Cindy
Le 19 juillet, le front froid associé à la genèse de la tempête tropicale Bret, a déclenché un système dépressionnaire. Dirigée à l'ouest, la zone de basse pression est par la suite définie aux alentours de 21 h (UTC) le 20 juillet à 1 065 km au nord-est des Bermudes.

### Tempête tropicale Don
Durant la fin de juillet, une onde tropicale persistante montre des signes d'organisation dans la péninsule du Yucatán. Après que la tempête a été nommée, des autorités au Texas anticipent Don. Le NHC rétrograde la tempête Don en dépression tropicale.

### Tempête tropicale Emily
Cinquième système de la saison cyclonique 2011 dans l'océan Atlantique nord, la tempête tropicale Emily s'est développée à partir d'une forte onde tropicale au large de l'Afrique et s'est déplacée sur plusieurs jours depuis le 31 juillet 2011 vers les Petites Antilles. La République dominicaine a été placée en alerte cyclonique maximale rouge dans six provinces et en état de vigilance préventive dans sept autres régions.

### Tempête tropicale Franklin
Durant l'après-midi du 10 août, une vaste zone de pluies orageuses se développe sur la côte est de la Floride, associée à une très longue zone dépressionnaire. Ce système dépressionnaire s'organise lentement mais au matin du 12 août, les chances de voir cette tempête évoluer en cyclone étaient minces. Les heures suivantes, la dépression s'organise et a été classée en tant que dépression tropicale Six la même journée lorsqu'elle se trouvait à 420 km au nord des Bermudes.

### Tempête tropicale Gert
Durant la deuxième semaine du mois d'août, une faible dépression, localisée à l'est des Bermudes, associée à l'échelle synoptique. Alors que Gert approche des Bermudes, un œil cyclonique de 7–9 miles (11–14 km) apparaît sur le radar. Par coïncidence, Gert atteint son pic d'intensité avec des vents à 95 km/h. Alors qu'elle passe à 150 km à l'Est des Bermudes, Gert amène de légères pluies et des vents soufflant à 40 km/h sur les terres.

### Tempête tropicale Harvey
La tempête tropicale Harvey est une tempête tropicale ayant menacé la péninsule du Yucatán (Mexique). Huitième tempête consécutive, Harvey s'est développée depuis une forte onde tropicale en provenance de la côte ouest-africaine. Cette onde, favorable aux Caraïbes, a montré des signes de cyclogénèse tropicale, et s'est formée en dépression tropicale durant le vendredi 19 août 2011. Elle continue de s'étendre depuis les eaux de l'Amérique centrale et devient plus tard la tempête tropicale Harvey.

### Ouragan Irene
Au plus tard du 20 août, une onde tropicale bien définie montrant des caractéristiques d'ouragan lors de son passage aux Petites Antilles est perçue comme étant la tempête tropicale Irene. La tempête développe des bandes orageuses et un centre de circulation cyclonique durant la journée du 20 août 2011. Irene atteint les Îles du Vent et frôle de très près Sainte-Croix le 21 août 2011. Le lendemain, Irene frappe Porto Rico avec la force proche de celle d'un ouragan et des vents violents, ainsi que de fortes pluies, ont causé des dommages significatifs.
Après avoir traversé les îles Turques-et-Caïques, l'ouragan se renforce et atteint le stade d'ouragan majeur de catégorie 3 lors de son passage aux Bahamas, causant un très grand nombre de dégâts aux îles sur son passage. Irene dérive vers le nord et sa trajectoire l'amène à passer le long de la côte de Floride avec de très fortes rafales de vent. L'ouragan diminue graduellement d'intensité et redevient tempête tropicale lors de son passage dans la zone de Coney Island (Brooklyn, New York), à approximativement 9 h 0 du matin le 28 août 2011. Il est finalement rétrogradé en cyclone post-tropical en passant sur la Nouvelle-Angleterre et le Canada.
Le bilan fait état de 55 morts et des dégâts estimés initialement à 3,1 milliards de dollars dans les Antilles et à au moins 7 milliards aux États-Unis,. Des dégâts considérables sont signalés dans les montagnes Catskill, dans la Mohawk Valley de l'État de New York, dans le Vermont (qui a souffert de ses pires inondations du siècle) et au Québec.

### Dépression tropicale Dix
Le 21 août, une onde tropicale se forme à partir de la côte ouest de l'Afrique. Durant les 4 prochains jours, l'onde tropicale se dirige dans l'Atlantique nord en se renforçant lentement. La dépression tropicale Dix se forme dans l'Atlantique est le 25 août, lorsque la même onde tropicale, associée à une zone dépressionnaire, à l'ouest des îles du Cap-Vert, s'organise. Cependant, la dépression reste faiblement organisée, et la dernière alerte a été diffusée le 26 août, alors que le système se dissipe peu à peu et reste mince.

### Tempête tropicale Jose
Le 17 août, une onde tropicale est sortie de la côte ouest de l'Afrique. Elle produisit des bandes orageuses au cours des jours suivants mais ne put devenir qu'une faible dépression à cause du fort cisaillement des vents avec l'altitude et dériva vers le nord-ouest.
En approchant des Bermudes, l'onde resta désorganisée et faible mais tôt le 28 août se raffermit quelques heures à cause de conditions environnementales favorables, puis se dissipa presque entièrement à la suite de l'entrée dans une zone de cisaillement dans le quadrant est des Bermudes. Malgré tout le même jour, après un nouveau regain, l'onde atteignit le niveau de tempête tropicale, sous le nom de Jose, juste à l'ouest des Bermudes. Vingt-sept heures plus tard, le système se dissipait.

### Ouragan Katia
Le 27 août, une grande zone de violents orages associée à une onde tropicale s'est formée depuis la côte Est de l'Afrique pour continuer sa trajectoire dans l'océan Pacifique. Alors qu'elle se déplace dans une zone favorable pour se développer en cyclogénèse tropicale, les météorologues du National Hurricane Center (NHC) s'attendent à un développement par étape de l'onde durant les prochains jours. Le lendemain après-midi, une dépression atmosphérique se développe dans l'onde à approximativement 640 km au sud de l'île de Cap-Vert.
Le 6 septembre, Katia se renforce tôt dans le matin en ouragan de catégorie 4 avec des vents à 225 km/h, cependant elle s'affaiblit par la suite en ouragan de catégorie 3 avec des vents de 200 km/h. Durant le 8 septembre, Katia se renforce légèrement, avec des vents atteignant 150 km/h, et une pression de 970 hPa. L'ouragan s'affaiblit faiblement par la suite mais retient son intensité durant la soirée alors que la formation de l'œil est observé par image satellite. À la suite de sa trajectoire déviée au nord, les cisaillements diminuent, et ces diminutions sont responsables de l'intensité maintenue par Katia. Katia devient un fort cyclone post-tropical au matin du 10 septembre.

### Tempête tropicale Lee
Douzième tempête tropicale et treizième système dépressionnaire de la saison cyclonique 2011 dans l'océan Atlantique nord, la tempête tropicale a causé des perturbations durant le 1er septembre 2011. Elle est appelée tempête tropicale Lee le jour suivant. À la suite de sa gigantesque zone de pression, de fortes pluies ont frappé la Louisiane, Mississippi, Alabama (aux États-Unis), ainsi que la Panhandle de Floride. Des inondations associées aux pluies ont causé d'importants dégâts, avec un mort noyé dans le Mississippi. Ailleurs, la tempête a généré de nombreux éclairs et tué deux personnes au Texas, et causé un accident de voiture en Alabama - une personne décédée.

### Ouragan Maria
L’ouragan Maria est la treizième tempête de la saison cyclonique 2011 dans l'océan Atlantique nord mais seulement la troisième à devenir un ouragan. Elle s'est développée depuis une onde tropicale est-africaine le 6 septembre 2011, ce qui en fait un ouragan capverdien, puis s'est dirigée vers les Petites Antilles avant que sa trajectoire ne se recourbe en un arc de cercle vers le nord. Maria est restée au large des terres habitées la majorité de sa vie et n'est devenu un ouragan que tardivement le 15 septembre. Elle n'a touché terre que dans les Petites Antilles et sur la pointe sud-est de Terre-Neuve au Canada où elle n'a fait que des dégâts mineurs,,. Après être passée au large de Terre-Neuve, Maria est devenu extra-tropicale et s'est fusionnée avec une importante dépression au sud du Groenland.

### Ouragan Nate
Au matin du 6 septembre 2011, des pluies associées à un système dépression commencent à augmenter d'intensité au sud du Golfe du Mexique. Durant l'après-midi du 7 septembre, le système s'intensifie pour devenir la tempête tropicale Nate, avec des vents à 75 km/h. Au matin du 8 septembre, Nate se renforce progressivement, avec des vents atteignant 85 km/h. La tempête reste presque stationnaire. Dans l'après-midi, le même jour, les vents atteignant 110 km/h; cependant, d'après les images satellite, la tempête reste inchangée
Au matin du 9 septembre, Nate s'affaiblit légèrement à cause de l'air sec propagé dans le golfe du Mexique. Après être largement resté stationnaire, Nate modifie sa trajectoire vers le nord-ouest plus tard dans la matinée; cependant, la tempête reste stationnaire et s'affaiblit dans l'après-midi avec des vents à 85 km/h.

### Ouragan Ophelia
L’ouragan Ophelia est le 15e système tropical, le quatorzième à recevoir un nom et le troisième ouragan majeur de la saison cyclonique 2011 dans l'océan Atlantique nord. Formé à partir d'une onde tropicale venant de la côte africaine, Ophelia est devenu une circulation fermée le 20 septembre, un ouragan le 28 septembre et atteignit son maximum d'intensité, à la catégorie 4 de l'échelle de Saffir-Simpson, le 1er octobre 2011 en plein océan à l'est des Bermudes.
Par la suite, Ophelia se dirige vers le nord-nord-est de plus en plus rapidement tout en faiblissant. Ce large ouragan n'a touché la terre que dans le sud-est de Terre-Neuve, sur la péninsule d'Avalon, et seulement avec l'intensité d'une tempête tropicale. Cependant, elle a aussi affecté les îles Sous-le-Vent et les Bermudes. Durant samedi, des vents et une température océanique plus douce font rétrograder l'ouragan en ouragan de catégorie 1 durant la soirée et s'affaiblit en tempête tropicale au matin du 3 octobre. Quelques heures plus tard, Ophelia rétrograde en cyclone-post-tropical peu après son passage dans la péninsule d'Avalon en Terre-Neuve. Ophelia n'a causé que des dommages mineurs et aucune mortalité.

### Ouragan Philippe
Le 23 septembre, une onde tropicale bien définie émerge depuis la côte africaine, associée à une convection atmosphérique. Se déplaçant à l'ouest, elle se développe étape par étape. Durant la matinée du 24 septembre, le National Hurricane Center (NHC) la désigne en tant que dépression tropicale alors qu'elle était localisée à 291 miles (465 km) au sud des îles du Cap-Vert. Plus tard dans la journée, la dépression se développe en tempête tropicale, nommée Philippe. Le 6 octobre, Philippe devient un ouragan de catégorie 1. Le 8 octobre, Philippe s'affaiblit et rétrograde en tempête post-tropicale quelques heures plus tard.

### Ouragan Rina
Durant la fin du mois d'octobre, une convection atmosphérique formée à partir d'un front froid se développe et montre signes d'organisation. La zone dépressionnaire formée, elle se dirige au nord-nord-ouest de l'Atlantique en s'organisant petit-à-petit. Lors d'une reconnaissance aérienne, le NHC détermine que l'organisation prend l'ampleur d'une dépression tropicale Dix-Huit le 23 octobre avec de fortes rafales de vent (55 km/h) et des orages violents.
La dépression s'intensifie et elle atteint finalement le stade de tempête tropicale, nommée Rina, le même jour. Une intensification rapide lui permet de devenir un ouragan de catégorie 1 le 24 octobre et de catégorie 2 le 25 octobre au soir. Elle atteint le stade d'ouragan majeur de catégorie 3. Elle revient au stade d'ouragan de catégorie 1 le 26 octobre. Le système est finalement rétrogradé au stade de tempête tropicale le 27 octobre et s'affaiblit par la suite, à mesure qu'il remonte vers le nord de la mer des Caraïbes.
Brossant la péninsule du Yucatán, Rina donna de fortes pluies et des vents forts. Le système Le 28 octobre, Rina s'affaiblit en dépression tropicale et se dissipe plus tard dans l'après-midi.

### Tempête tropicale Sean
Durant l'après-midi du 4 novembre, une dépression encore non tropical émerge de l'extrême-sud des côtes de Caroline du Nord (côte Est des États-Unis). Le 6 novembre, le National Hurricane Center repère une vaste zone dépressionnaire au sud-ouest des Bermudes donnant de fortes rafales de vent. Se dirigeant au sud sud-ouest, ce système devient mieux organisée. Au matin du 8 novembre, il devient suffisamment organisée pour être qualifiée de tempête subtropicale, puis de tempête tropicale Sean.
Sean se renforce et atteint un pic d'intensité de ses vents de 100 km/h le 9. Le 12 novembre, situé à quelques centaines de kilomètres au nord-ouest des Bermudes, la tempête tropicale est finalement absorbée par un front froid, associé à un puissant cyclone extratropical situé aux environs des côtes de Terre-Neuve,.
Sean est resté toute sa vie en mer mais son humidité s'est répandue vers l'est du Canada quand elle fut absorbée par le système continental extratropical. Elle donna également de fortes vagues aux Bermudes et sur la côte est de la Floride. À ce dernier endroit, un baigneur s'est noyé entrainé par le courant d'arrachement.